# Lispocephala tincta
Lispocephala tincta är en tvåvingeart som beskrevs av Malloch 1935. Lispocephala tincta ingår i släktet Lispocephala och familjen husflugor. Inga underarter finns listade i Catalogue of Life.